# Coracina newtoni
Coracina newtoni é uma ave que, em 2008, foi declarada uma espécie em risco de extinção. Endêmica da ilha de Reunião.